# Walter Lewin
Walter Hendrik Gustaw Lewin (ur. 29 stycznia 1936 w Hadze) – holendersko-amerykański astrofizyk pochodzenia żydowskiego, wpływowy dydaktyk; wieloletni pracownik Massachusetts Institute of Technology (MIT). Laureat nagród naukowych i dydaktycznych, m.in. od samego MIT i od Fundacji Humboldta.
Lewin zajmował się astronomią rentgenowską w badaniach gwiazd neutronowych, m.in. układu podwójnego Scorpius X-1 i mikrokwazaru KS 1731-260, nazywanego „zmrożoną gwiazdą”. Jest znany ze swoich wykładów na temat fizyki i ich publikacji online za pośrednictwem YouTube, edX i MIT OpenCourseWare.
W grudniu 2014 roku MIT odebrało mu tytuł profesor emeritus. Powodem było przeprowadzone przez uczelnię dochodzenie – stwierdzono w nim molestowanie seksualne uczestniczki internetowego kursu MITx, który prowadził jesienią 2013 roku.

## Życiorys

### Wczesne życie
Lewin urodził się jako syn Waltera Simona Lewina i Pieternelli Johanny van der Tang w 1936 roku w Hadze w Holandii. Był dzieckiem, gdy nazistowskie Niemcy okupowały Holandię podczas II wojny światowej. Jego dziadkowie ze strony ojca, Gustaw i Emma Lewin, którzy byli Żydami, zostali zamordowani w Auschwitz w 1942 roku. Aby chronić rodzinę, ojciec Lewina wyjechał, zostawiając matkę, by wychowała dzieci. Młody Walter Hendrik Gustaw studiował na Uniwersytecie Technicznym w Delfcie, gdzie w 1965 roku uzyskał doktorat z fizyki. W 1966 roku wyjechał do Ameryki, gdzie został adiunktem na Massachusetts Institute of Technology. W 1968 roku awansował na profesora nadzwyczajnego fizyki, a w 1974 roku uzyskał tytuł profesora. Na MIT służył łącznie przez 43 lata – od 1966 roku do przejścia na emeryturę w 2009 roku.

### Kariera

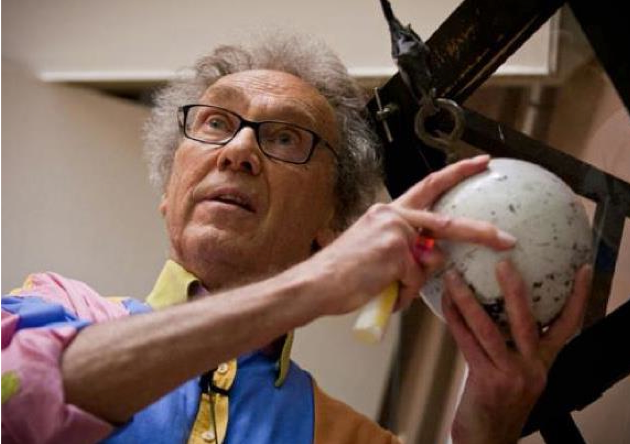
Walter Lewin, 2011

Wstąpił do grupy astronomii rentgenowskiej na MIT i prowadził wraz z George’em W. Clarkiem przeglądy całego nieba za pomocą detektorów promieni X umieszczanych w balonach. Pod koniec lat siedemdziesiątych odbyło się około dwudziestu udanych lotów balonem. Te badania balonowe doprowadziły do odkrycia pięciu nowych źródeł promieniowania rentgenowskiego, które podwoiły liczbę wówczas znanych. Ponadto stwierdzono, że źródła tego promieniowania są bardzo zróżnicowane i zmienne. Niektóre są rozbłyskami rentgenowskimi, których odkrycie nie było możliwe z użyciem urządzeń zainstalowanych w rakietach, ze względu na zbyt krótki czas obserwacji. Badania z użyciem balonów doprowadziły również do odkrycia gwiazdy podwójnej GX 1 + 4, która była pierwszym wolno obracającym się pulsarem rentgenowskim. W kolejnych latach uczestniczył m.in. w badaniach wykonywanych z użyciem kosmicznego obserwatorium Exosat, teleskopów Ginga, Chandra i in. W 2012 roku opublikowano artykuł na temat powstawania rentgenowskich układów podwójnych w gromadach kulistych (Walter Lewin i współautorzy, Dynamical Formation of Close Binary Systems in Globular Clusters, Astrophysical Journal 2003).

## Nagrody
- 1978: NASA Award for Exceptional Scientific Achievement[12]
- 1984: Nagroda Humboldta[12]
- 1984: Guggenheim Fellowship[13]
- 1984: MIT Science Council Prize za Excellence in Undergraduate Teaching[13]
- 1988: MIT Department of Physics W. Buechner Teaching Prize[13]
- 1991: Nagroda Humboldta[12]
- 1997: NASA Group Achievement Award za Discovery of the Bursting Pulsar[13]
- 2003: MIT Everett Moore Baker Memorial Award za Excellence in Undergraduate Teaching[13]
- 2011: OpenCourseWare Consortium’s Leadership ACE Awards[14]